# Cecilia (heilige)
Cecilia (Latijn: Caecilia) (? – omstreeks 230) is een Romeinse martelares en heilige in de Katholieke Kerk. Haar gedenkdag is 22 november.
Volgens de legende kwam ze uit een Romeinse voorname familie, de gens Caecilia. Ze zou zeer jong zijn gedwongen te huwen met iemand uit een andere Romeinse adellijke familie. Ze vond troost in de muziek en stierf de marteldood omstreeks 230. Ze werd patrones van muziek, instrumentenmakers en zangers.
Dit patronaatschap is gebaseerd op een verkeerde opvatting van de antifoon van de vespers van haar feestdag, die luidt: Cantantibus organis Caecilia virgo in corde suo soli domino decantabat dicens fiat domine cor meum et corpus meum immaculatum ut non confundar. (Vertaling: Terwijl orgeltonen klonken, zong Cecilia in haar hart voor de Heer alleen met de woorden: Mogen, Heer, mijn hart en mijn lichaam vlekkeloos blijven, opdat ik niet beschaamd zal worden). De verwijzing naar het orgel (organis) en de zang (cantantibus) hebben te maken met het feestgedruis op haar bruiloft. De zin wil zeggen dat zij zich "te midden van de feestmuziek" in haar hart enkel richt tot God in de hoop ook in haar bruidsnacht haar maagdelijkheid (corpus immaculatum) te kunnen bewaren. Dit lukt. Ze vertelt haar echtgenoot, Valerianus, dat ze een beschermengel heeft. Valerianus komt tot inzicht en bekering. Beiden sterven vervolgens als martelaren tijdens een hernieuwde vlaag van christenvervolging. Lange tijd lag ze begraven in de Ceciliacrypte, totdat haar lichaam in opdracht van paus Paschalis I verplaatst werd naar de Basiliek van Santa Cecilia in Trastevere.
Als patrones van musici werden talrijke muziekverenigingen, koren, fanfares en orkesten naar haar genoemd. Ook was ze inspiratiebron voor vele composities, zoals Henry Purcells ode Hail! Bright Cecilia van 1692.

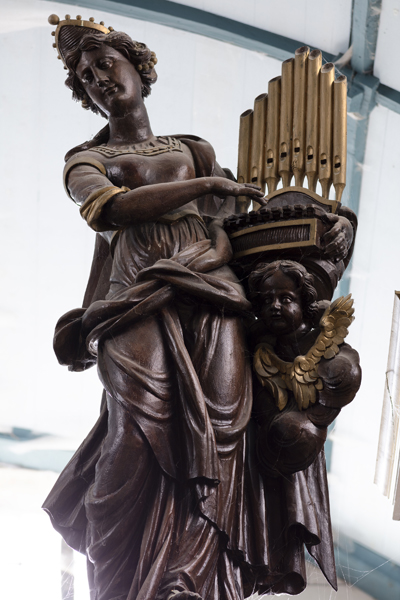
Cecilia aan het orgel (Kassel)

De heilige Cecilia wordt doorgaans voorgesteld met een orgel. In de Nederlanden wordt ze ook vaak met een valk afgebeeld, een attribuut dat wijst op haar adellijke afkomst.
De Grote Kerk van Neede was tot de Reformatie aan de heilige Cecilia gewijd. Het Orgelmuseum Santa Cecilia in Massa Marittima, Toscane, is naar haar vernoemd.